# 挪威环境局

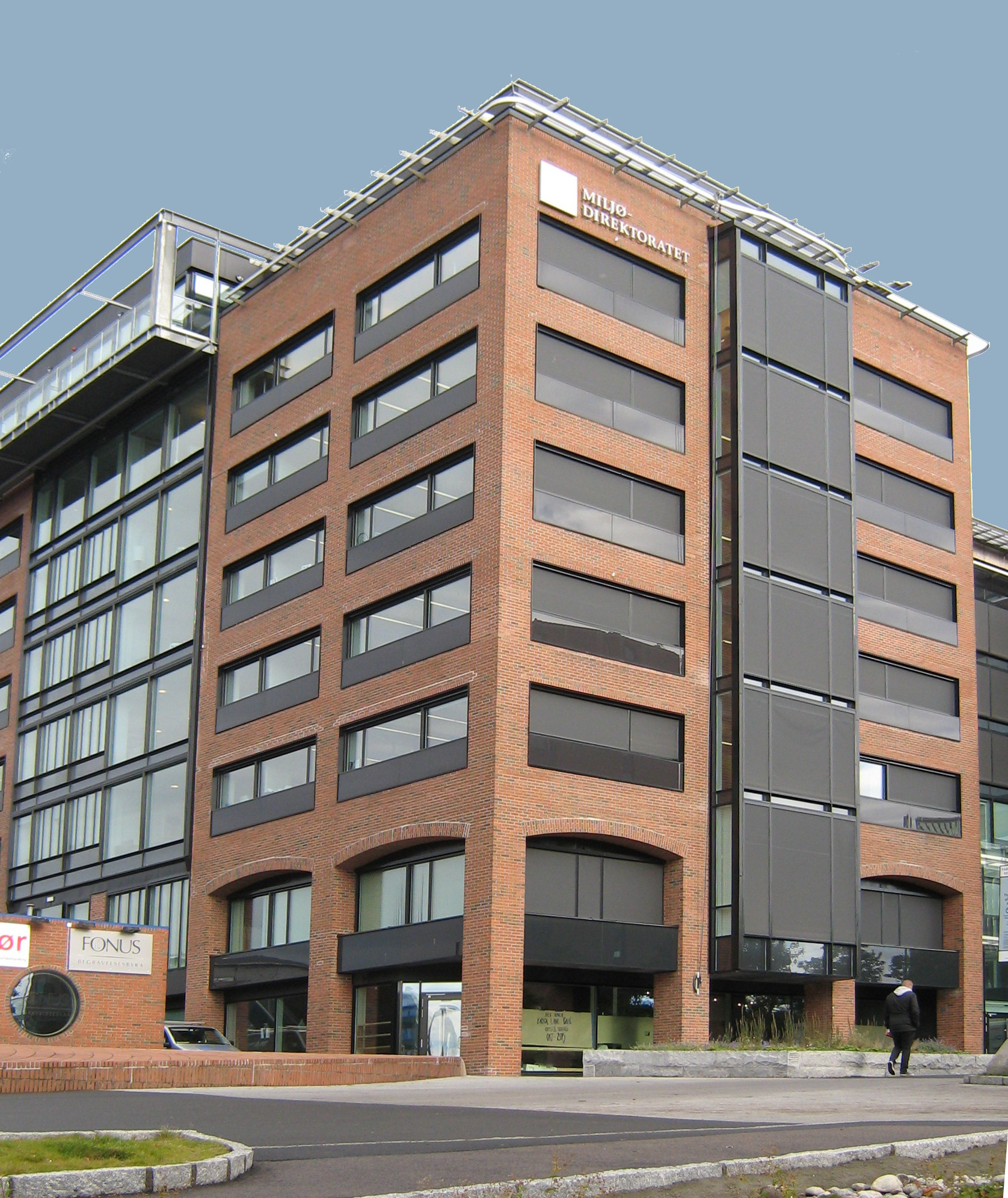

挪威环境局（挪威語：Miljødirektoratet）是挪威的一个政府机构，成立于2013年7月1日，由挪威自然管理局与挪威气候与污染控制局合并而成。